# Retour à Locmaria
Pour les articles homonymes, voir Locmaria (homonymie).
Retour à Locmaria est un téléfilm français réalisé par Williams Crépin, en 2001.

## Synopsis
Voilà dix ans que katell Madec, championne de voile émérite, a quitté Locmaria, le petit port breton de sa jeunesse. Accompagnée de Steve, son mari américain avec lequel elle vit à Miami, et de leur fils Erwan, elle retrouve la maison familiale. Mais l'accueil de son père est loin d'être chaleureux : Mahéo Madec, le maire de la commune, est atteint d'un cancer et lui reproche sa longue absence. Pour Soisik, la gouvernante, katell est la digne fille de sa mère, qui jadis abandonna les siens. De nombreux villageois partagent cette hostilité : katell porterait malheur. Dix ans plus tôt, Tristan Kervanenec, son fiancé, a péri en mer après une violente altercation avec elle. Une disparition dont le père du jeune homme la tient pour responsable. Malgré la tendresse de Steve, la jeune femme est profondément affectée par l'émergence du passé. C'est alors qu'elle rencontre son ancienne institutrice. Sur le point de vendre sa maison, celle-ci insiste pour que katell l'achète et s'y installe...

## Fiche technique
- Réalisation : Williams Crépin
- Scénario : Catherine Ramberg, d'après une idée originale d'Irène Frain
- Musique : Reno Isaac
- Photographie : Bernard Cassan
- Montage : Bertrand Servant
- Création des décors : Philippe Hezard
- Création des costumes : Christine Jacquin
- Genre : Film dramatique
- Durée : 90 minutes
- Date de sortie : 1er février 2003

## Distribution
- Laëtitia Lacroix : katell Madec
- Johan Leysen : Van Brak
- Delphine Serina : Marianne
- Raoul Billerey : Mahéo Madec
- Christian Barbier : Kervanenec
- Jauris Casanova : Tangui
- Gabriel Le Normand : Erwan
- Jenny Clève : Anne Guillevic
- Janine Souchon : Soisik
- Yves Belluardo : L'homme du bar